# راشد بن فهد الراشد
راشد بن فهد الراشد كاتب وصحفي ونائب رئيس تحرير سعودي سابق. ولد عام 1362هـ بمدينة الدرعية التابعة لمنطقة الرياض. بدأ مشواره الصحفي محرراً في مجلة الجزيرة الشهرية. بعد تحول الصحف إلى مؤسسات استمر في العمل في جريدة الجزيرة وتدرج في هيئة التحرير حتى وصل إلى مرتبة «مدير تحرير»، بعد ذلك انتقل للعمل في جريدة "الرياض" مديراً لمكتبها في العاصمة اللبنانية بيروت عام 1988م، ثم انتقل للعمل في المركز الرئيس عام 2008م، وعُيّن مديراً لتحرير الشؤون الاقتصادية، فنائباً لرئيس تحرير صحيفة الرياض.
مثل المملكة في العديد من المؤتمرات الدولية والإقليمية، كما مثل المملكة في مؤتمر الصحفيين العرب الأول المنعقد في الكويت عام 1960م. كتب مقالات في «الجزيرة»، و«الرياض»، وعدد من الصحف الأخرى، وله زاوية ثابتة بعنوان «شموس الأزمنة» في «الرياض».
توفي في يناير 2016، إثر مرض عضال عانى منه طويلاً.